# XXX Festival Internacional de la Canción de Viña del Mar

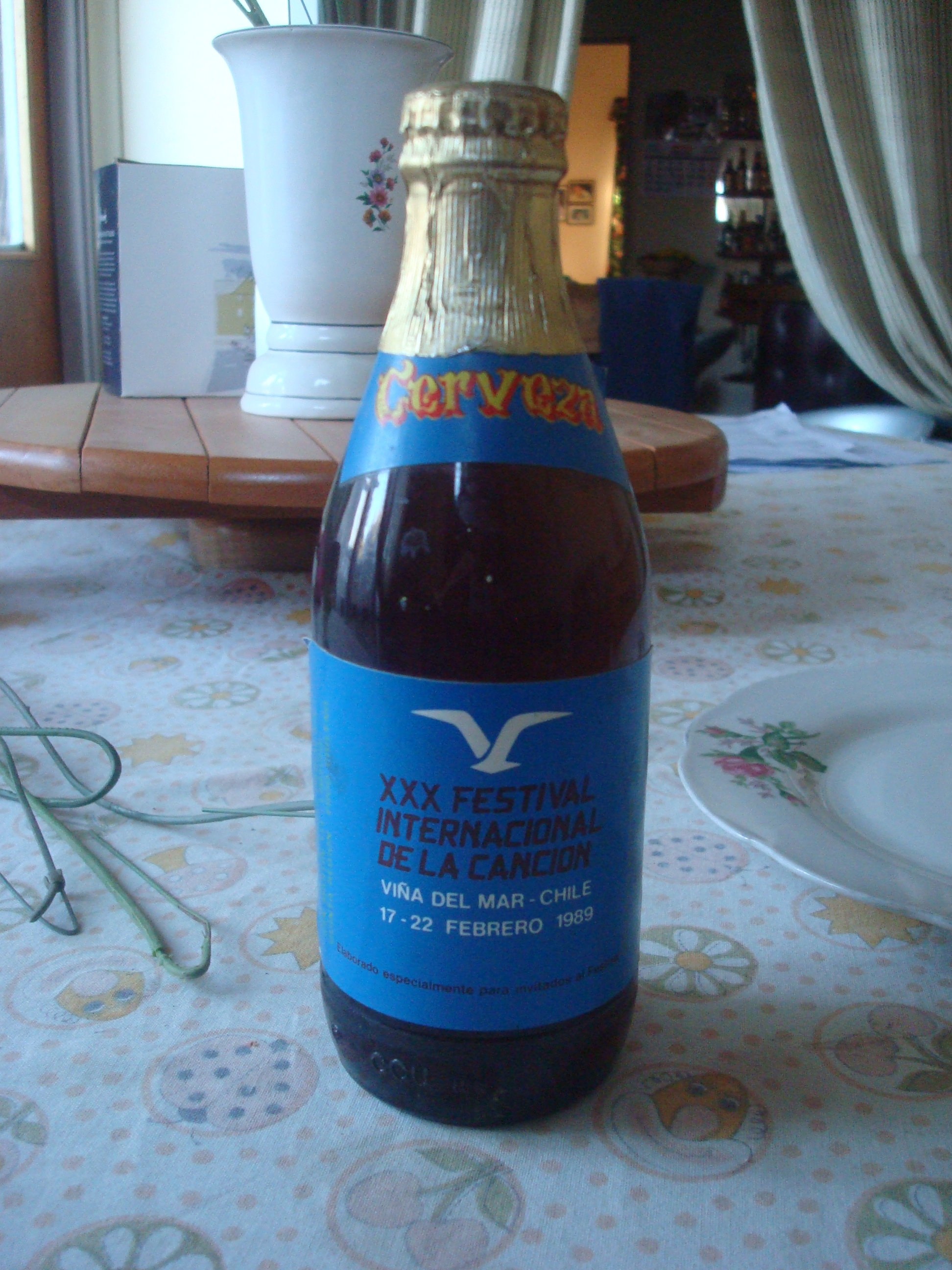
Cerveza conmemorativa del XXX Festival Internacional de la Canción.

El XXX Festival de la Canción de Viña del Mar o simplemente  Viña '89, o  Viña 30 Años se realizó del 17 al 22 de febrero de 1989 en el anfiteatro de la Quinta Vergara, en Viña del Mar, Chile. Fue transmitido por Televisión Nacional de Chile y Radio Nacional de Chile (por primera vez) con la animación de Antonio Vodanovic y Pamela Hodar.

## Desarrollo

### Día 1 (viernes 17)
- Emmanuel
- Competencia Internacional
- Pablo Ruiz
- Myriam Hernández
- Ballet de TVN
- Competencia Folclórica
- Carlos Mata
- REO Speedwagon

### Día 2 (sábado 18)
- REO Speedwagon
- Competencia Internacional
- Pablo Ruiz
- Ballet de TVN
- Emmanuel
- Ballet de TVN
- Competencia Folclórica
- Pachuco y la Cubanacán

### Día 3 (domingo 19)
- Thomas Anders
- Competencia Internacional
- Rodolfo Navech
- Ballet de TVN
- Shirley Bassey
- Klaudio Showman (humor)
- Competencia Folclórica
- Carlos Mata
- Sonora Palacios A

### Día 4 (lunes 20)
- Shirley Bassey
- Competencia Internacional
- Andrea Labarca
- Juan Antonio Labra
- Competencia Folclórica
- Thomas Anders

### Día 5 (martes 21)
- Roberto Carlos
- Competencia Internacional
- Ballet de TVN
- Hugo Varela (humor)
- Patricia Frías
- Ballet de TVN
- Ganador de Olmué
- Final Competencia Folclórica
- Monteaguilino
- Olé Olé
- Premiación Competencia Folclórica

### Día 6 (miércoles 22)
- Ganador Género Folclórico
- Olé Olé
- Ballet de TVN
- Final Competencia Internacional
- Verónica Castro
- Klaudio Showman (humor)
- Luis Jara
- Roberto Carlos
- Premiación Competencia Internacional

## Curiosidades
Como gran parte de los festivales, esta versión no ha estado exenta de polémicas.
- La vocalista del grupo Olé Olé, Marta Sánchez, impactó al subirse la falda para mover el trasero durante su presentación.
- El humorista Klaudio Showman tuvo una exitosa presentación el domingo 19, con un recordado momento en que ingresa al escenario con una burra. Esto llevó a la organización a contratarlo sobre la marcha para que actuara de nuevo el día final (tal como sucedió en 1996 con el dúo Dinamita Show). En la segunda oportunidad volvió a subir al animal, con la mala fortuna que esta vez se orinó en escena. También dedicó el premio entregado en la primera noche a Mino Valdés, humorista que falleció meses antes del certamen.
- Se había instaurado un "jurado de antorchas" para decidir quién era merecedor del trofeo en vez del público. Sin embargo, tras la participación de la cantante Patricia Frías, el "Monstruo" obligó a los miembros a entregarle la antorcha pese a que no la consideraban merecedora del premio.
- La canción "Lunita, dame platita" representante de Gabón y que ocupó el segundo lugar, es recordada hasta hoy por lo estrafalario de los cantantes Paul y Dany y por lo pegajoso del estribillo. En el medio local tuvo dos covers: uno de Paolo Salvatore y otro de Adrián y los Dados Negros.
- Pablo Ruiz se convierte en el artista internacional más joven presentarse en Viña'89 en el cual obtiene la antorcha de plata

## Jurado internacional
- Verónica Castro
- Claudio Reyes
- Susana Palomino
- José Manuel Pagani
- Andrea Labarca
- Maurice Jarre (presidente del jurado)
- Helen Reddy
- José Luis Uribarri
- Noelia
- José Luis Rosasco
- Myriam Hernández
- Yordano
- Juan Antonio Labra

## Jurado folclórico
- El Monteaguilino
- Rodrigo Serrano
- Ginette Acevedo (presidenta del jurado)
- René Figueroa
- Patricia Serey
- Osvaldo Barril
- Jorge Rencoret

## Competencias
Internacional:
- 1.er lugar:  Colombia, Te propongo, de Fernando Garavito, interpretada por Edna Rocío.[1]
- 2.° lugar:  Gabón, Lunita, dame platita, de Paul Diamond y Roberto Ardizzone, interpretada por Paul & Danny.[2]
- 3.er lugar:  Australia, It's only love (Es solo amor), de Russell James, interpretada por Louise Antonas.[3]
- Mejor intérprete: Claudia Karen,  Argentina

Folclórica:
- 1.er lugar: Maja en Aldachildo, escrita e interpretada por Ricardo de la Fuente.